# 60e brigade mécanisée
Pour les articles homonymes, voir 60e brigade.
La 60e brigade mécanisée Ingouletska (ukrainien : 60-та окрема механізована Інгулецька бригадаest, abrégé en 60 ОПБр ; numéro d'unité militaire A1962), anciennement la 60e brigade d'infanterie (ukrainien : 60-та окрема піхотна Інгулецька бригада, abrégé en 60 ОПБр) est une grande unité d'infanterie motorisée de l'Armée de terre ukrainienne.
La brigade est créée en 2015 sous le nom de 60e brigade mécanisée (60-та окрема механізована бригада), a fait d'abord partie du corps de réserve, puis du commandement opérationnel sud.

## Historique

### Création
La brigade est créée le 10 novembre 2015 sous le nom de 60e brigade d'infanterie (60-та окрема механізована бригада). Elle a fait d'abord partie du corps de réserve, puis du commandement opérationnel sud.
Elle a participé à la guerre du Donbass, la bataille de Svitlodask de décembre 2016, région où elle fut active plusieurs années. Elle porte le titre honorifique « de Ingoulets ».

### Invasion russe de l'Ukraine

#### Front de Kryvyï Rih - Kherson (mars - novembre 2022)
Au moment de l'invasion de l'Ukraine par la Russie, la 60e brigade est en réserve dans l'oblast de Dnipropetrovsk. Les forces russes venues de Crimée sont parvenues à traverser le Dniepr, prendre Kherson, et poursuivent leur avancée vers le nord. La brigade se positionne rapidement en amont de Kryvyï Rih et établit une ligne de défense entre Shyroke et Apostolove, à 50 km de la ville aux côtés d'éléments de la 17e brigade de chars. A la mi-mars, les Russes qui n'arrivent pas à s'emparer de Mykolaïv mettent la priorité sur Kryvyï Rih. Ils s'élancent vers la ville depuis la route T2207. La 60e brigade retient alors la 11e brigade d'assaut aéroporté dans des combats autour des localités de Koshove, Orlove et Arkhanhelske. Le 98e bataillon combat les Russes dans la localité de Novovorontsovka. Le 31 mars 2022, la 60e contre-attaque et reprend les villages de Mala Chestirnya, Svobodne, Pryhiya, Kochoubeïvka, Orlove, Zahradivka, Topolyne et Knyazivka. Entre avril et août 2022, la brigade reste positionnée à la frontière administrative des oblasts de Dnipropetrovsk et de Kherson. En mai, la brigade est impliquée dans des combats à Mykolaïvka et Vyssokopillia à l'est de la rivière Inhoulets. En juin, les positions de la 60e brigade au nord de Vyssokopilia sont pilonnées par l'artillerie russe. Le 24 août 2022, elle est officiellement nommée d'après la rivière Inhoulets, un cours d'eau qui traverse la région de Kherson.
À partir du 29 août 2022, la brigade participe à la contre-offensive de Kherson. Deux bataillons, l'un de la 60e et l'autre de la 128e brigade d'assaut de montagne mènent le gros de l'effort en poussant sur le secteur nord-est, toujours en face de Vyssokopillia, le long de la rivière. Le 5 septembre 2022, les hommes de la brigade libèrent Vyssokopilia et la localité voisine de Ivanivka. Le 1er octobre 2022, ils participent à la percée de Doudtchany. Alors que le 96e bataillon de la 60e brigade d'infanterie libère Arkhanhelske, le 97e se rapproche de Novopetrivka à l'est qui est pris le 5. Ils mènent ensuite de très violents combats, tentant de rompre le front russe. Le 19 octobre, elle subit des pertes en essayant de prendre la localité de P'jatykhatky. Au moment du retrait russe de la rive occidentale du Dniepr, elle libère la ville de Beryslav.

#### Bataille de Bakhmout (décembre 2022 - mai 2023)
À partir de décembre 2022, la brigade est redéployée sur le front de Bakhmout où elle défend Klichtchiïvka et Ivanivske aux côtés de la 28e brigade mécanisée et la 53e brigade mécanisée. Au cours de la même période, elle a été transformée en unité d'Infanterie mécanisée. Début janvier, les forces de Wagner lancent des assauts successifs pour s'emparer de Klichtchiïvka et encercler Bakhmout par le sud. La 60e brigade endure alors de violents combats et le village est perdu le 25 janvier. La brigade se replie alors à Ivaniske. Dans les mois suivants, seul le 97e bataillon reste à Bakhmout, tandis que le reste de la brigade est maintenu en réserve. Durant le mois d'avril, le 97e bataillon est en première ligne à l'intérieur de la ville de Bakhmout afin d'appuyer la 93e brigade mécanisée alors que la ville est en état d'encerclement. Après la prise de Bakhmout, la 60e brigade est envoyée en repos à la frontière russe entre l'oblast de Kharkiv et celui de de Belgorod jusqu'à la fin de l'année. En septembre 2023, le 97e bataillon, en raison des lourdes pertes subies lors de la bataille de Bakhmout, est reconstitué à partir du Détachement d'opérations spéciales « Azov-Kharkiv ».

#### Bataille de la ligne Svatove-Kreminna (depuis décembre 2023)
Depuis décembre 2023, elle est déployée dans le secteur à l'est de Lyman, en remplacement de la 1re brigade spéciale au nord-ouest de Kreminna. Entre décembre et février, aux côtés de la 21e brigade mécanisée, elle repousse les assauts russes sur Terny (raïon de Kramatorsk) (en), leur infligeant de lourdes pertes,. Le 4 mars 2024, un article du magazine Forbes indique qu'une unité russe, vraisemblablement le 488e régiment de fusiliers motorisés de la Garde, a attaqué des positions tenues par la 60e brigade mécanisée ukrainienne à Yampolivka (ru), dans l'oblast de Donetsk comprenant ce qui semblait être des véhicules blindés MT-LB et au moins un char T-90. La présence inhabituelle dans le groupe d’assaut de plusieurs Desertcross 1000-3 chinois est notée,,. La 60e brigade mécanisée ukrainienne bombarde le groupe avec des obus à sous-munitions, puis tire dessus avec des drones chargés d’explosifs.  Le T-90 et plusieurs Desertcross 1000-3 gisent détruits parmi un grand nombre de soldats russes morts,. De nouveaux assauts russes sont renouvelés les jours et semaines suivants mais la 60e brigade épaulée par la 93e mécanisée les repoussent leur infligeant des pertes importantes. Le 3 avril 2024, les soldats des 63e, 60e, et 21e brigades mécanisées, ainsi que de la 95e brigade d'assaut aérien traquent et détruisent le système de lance-flammes lourd TOS-1A « Solntsepyok »,, près du village de Ternivka (uk) situé à la frontière des oblasts de Louhansk et de Donetsk, avec des drones FPV. Le 24 octobre, après plusieurs mois de grignotage, les forces russes s'emparent de Novosadove (en) au nord de Terny. La 60e brigade tente alors de stabiliser la ligne protégeant Terny le long des lacs aux côtés de la 66e brigade mécanisée. Ils infligent plusieurs pertes au 280e régiment de fusiliers motorisés de la 144e division de fusiliers motorisés,.

## Organisation

### Structure
- État-major de la brigade,
  - 
    -  compagnie de protection du QG ;

  -  96e bataillon mécanisé ;
  -  97e bataillon mécanisé ;
  -  98e bataillon mécanisé ;
  -  16e bataillon de fusiliers (unité militaire A7095) ;
  -  17e bataillon de fusiliers (unité militaire A7103) ;
  -  19e bataillon de fusiliers (unité militaire A4069) ;
  -  Bataillon de chars ;
  -  Groupe d'artillerie de la brigade :
    - 
      -  État-major du groupe d'artillerie
      -  Unité de contrôle et d'acquisition de cibles ;

    -  1er bataillon d'artillerie automotrice [32] ;
    -  2e bataillon d'artillerie (des FH70) ;
    -  Bataillon de lance-roquettes multiples (BM-21 Grad) ;
    -  Bataillon anti-char ;

  -  Bataillon antiaérien ;
  -  compagnie de reconnaissance ;
  -  Bataillon de drones
  -  Bataillon du génie ;
  -  Bataillon logistique ;
  -  Compagnie de transmissions ;
  -  Bataillon de maintenance ;
  -  Compagnie de radar (désignation d'objectifs) ;
  -  Compagnie médicale (soins et évacuation) ;
  -  Compagnie de protection NRBC.

### Matériel et équipements
- un bataillon de chars sur T-64BV
- trois bataillons mécanisés sur BMP-1 et Humvees[33]
- un groupe d'artillerie sur 2S1 Gvozdika et BM-21 Grad